# Couteau à fromage

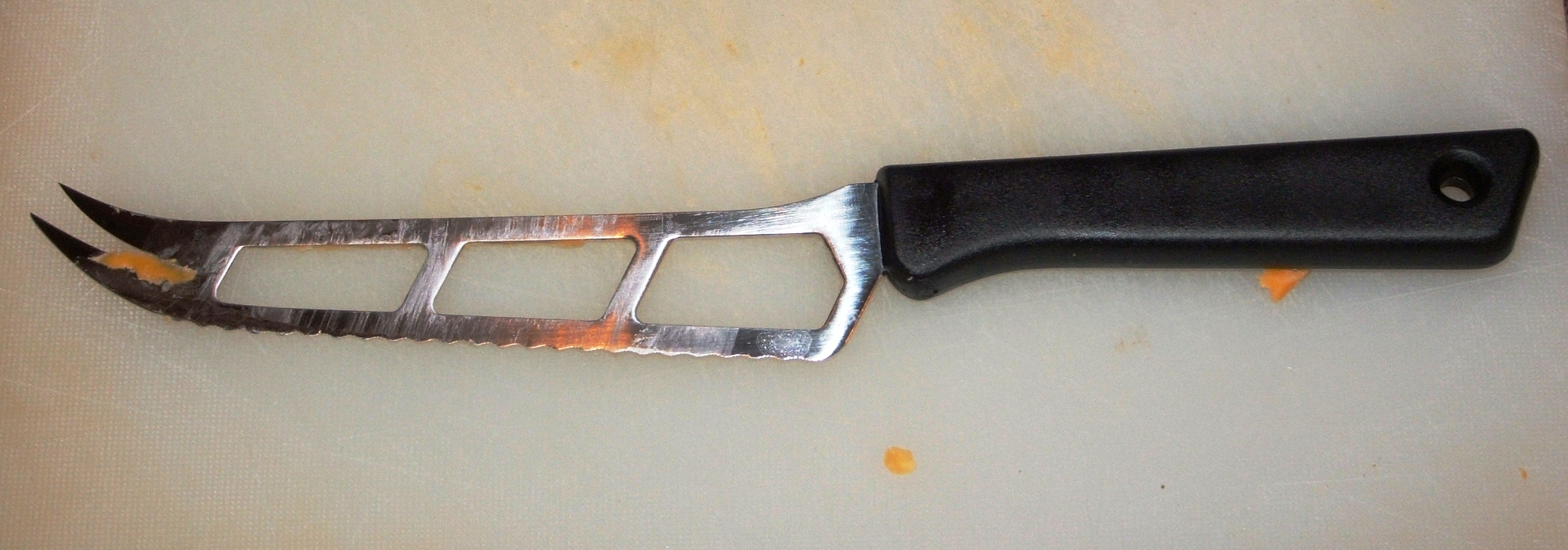
Un couteau à fromage.

Un couteau à fromage est un type de couteau de cuisine spécifiquement conçu et utilisé pour couper les fromages en tranches ou en cubes. Chaque type de fromage nécessite un type de couteau différent, notamment selon la dureté de sa pâte. Le plus souvent le couteau à fromage se réfère à un couteau ajouré (les trous évitant que la pâte colle) à dents de scie conçu pour les fromages à pâte molle. Il comporte deux pointes pour piquer le morceau sans avoir à utiliser la fourchette.

## Variantes

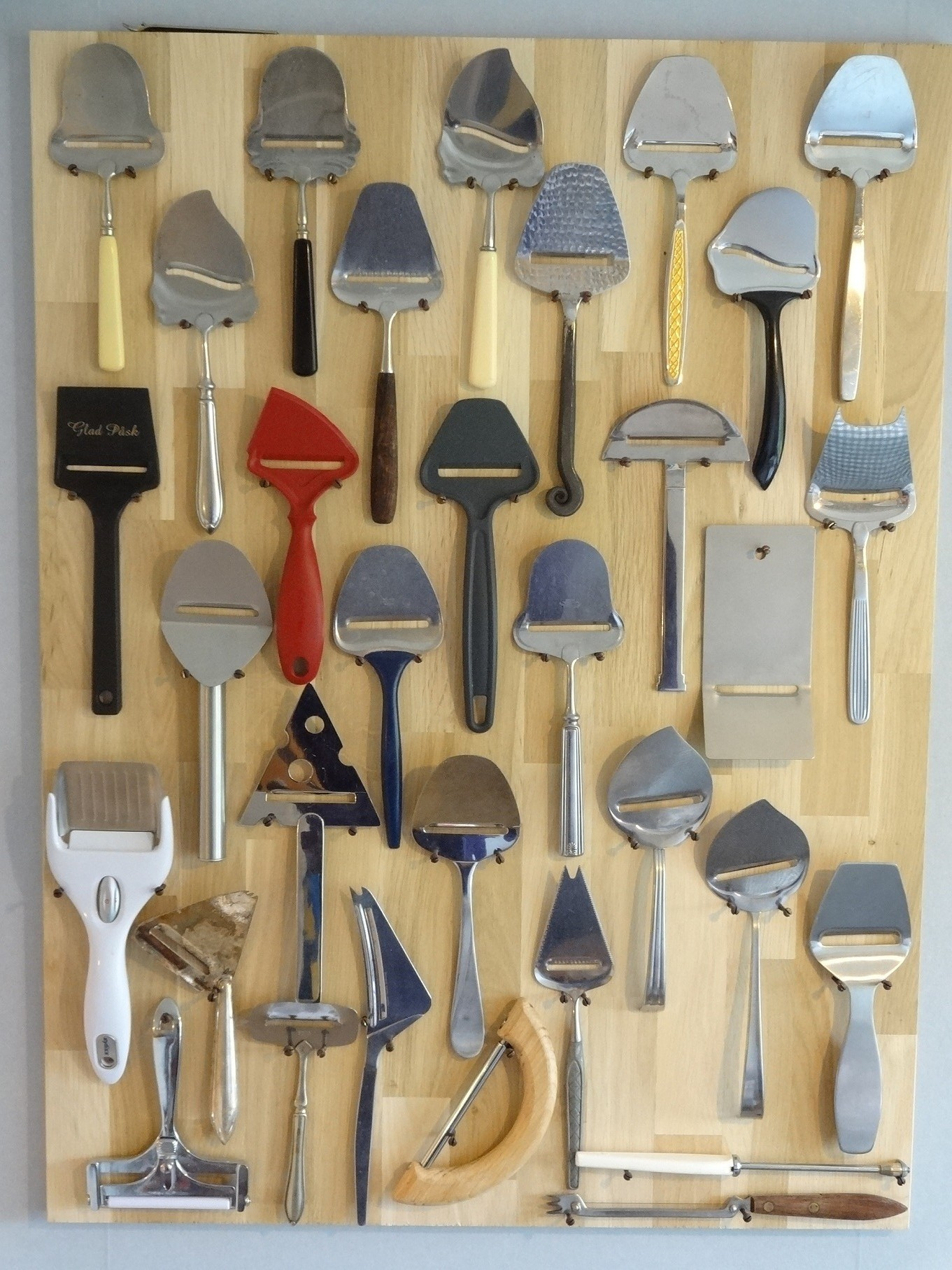
Assortiment de tranche fromages.

- Couteau à fromage hollandais muni d'une lame courbe pour couper les fromages à pâte dure et mi-dure avec croûte dure.
- Couperet à fromage pour couper des fromages plus durs.
- Guillotine à fromage : guillotine à foie gras qui coupe également les bûches de fromage de chèvre, les fromages à pâte persillée.
- Rabot à fromage pour couper le fromage en fines lamelles.
- Girolle : rabot à fromage pour faire des copeaux du fromage suisse Tête de Moine.
- Fil à fromage pour les fromages à pâte molle et mi-dure sans croûte.

## Galerie

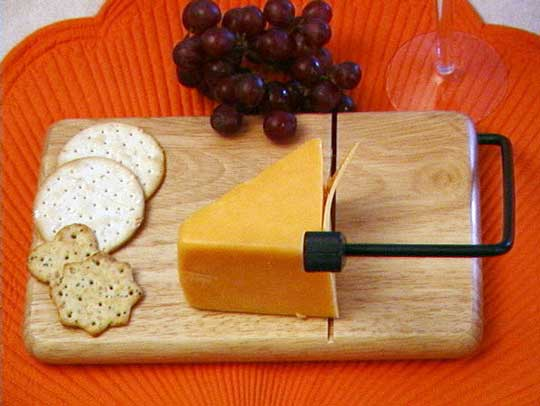
Tranche fromage
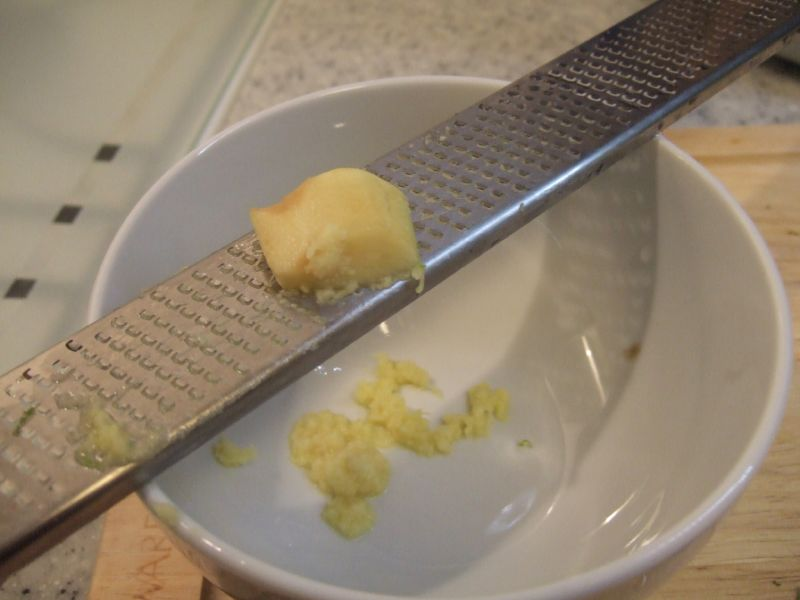
Râpe de type microplane
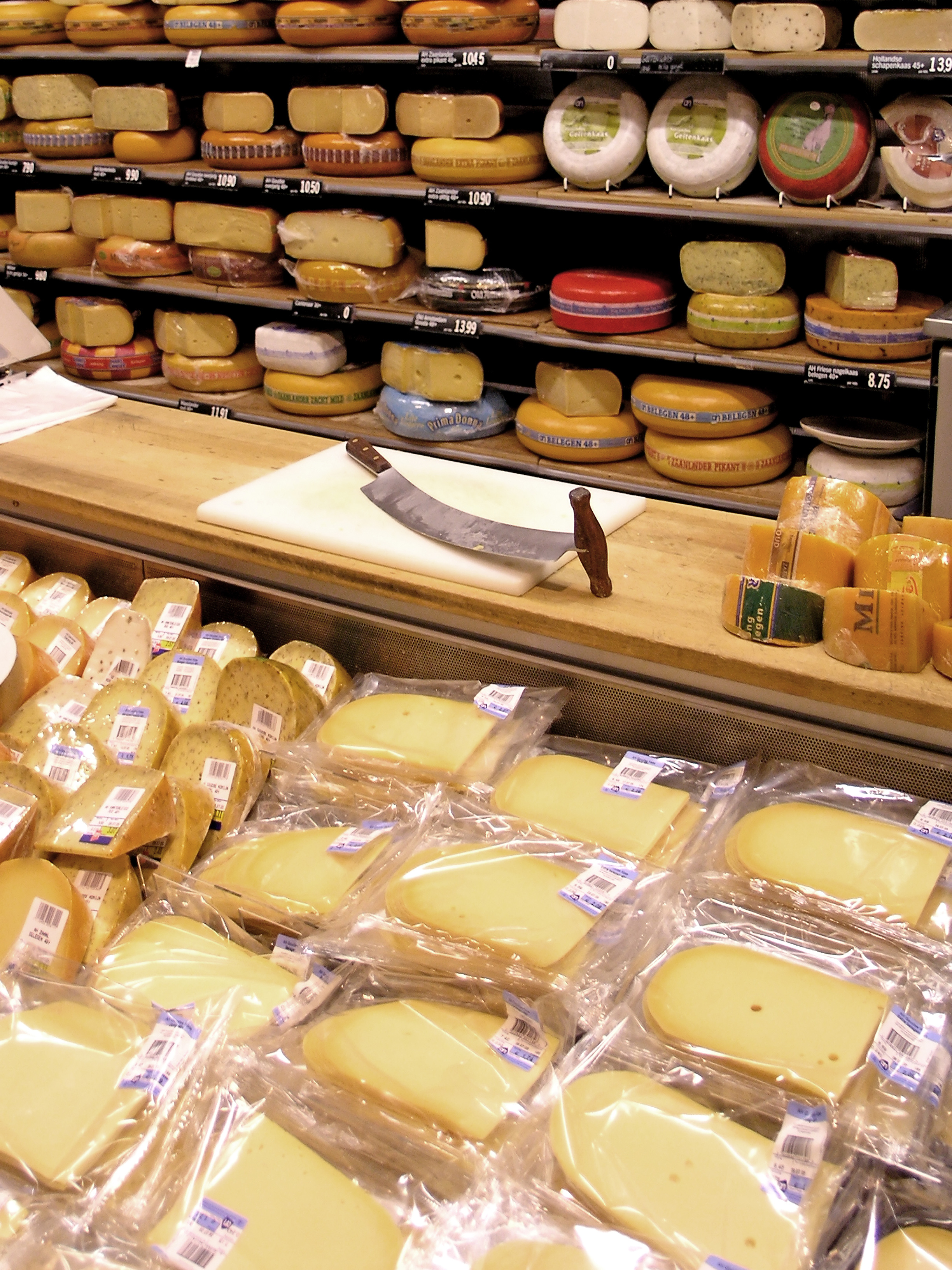
Couteau à fromage 2 poignées
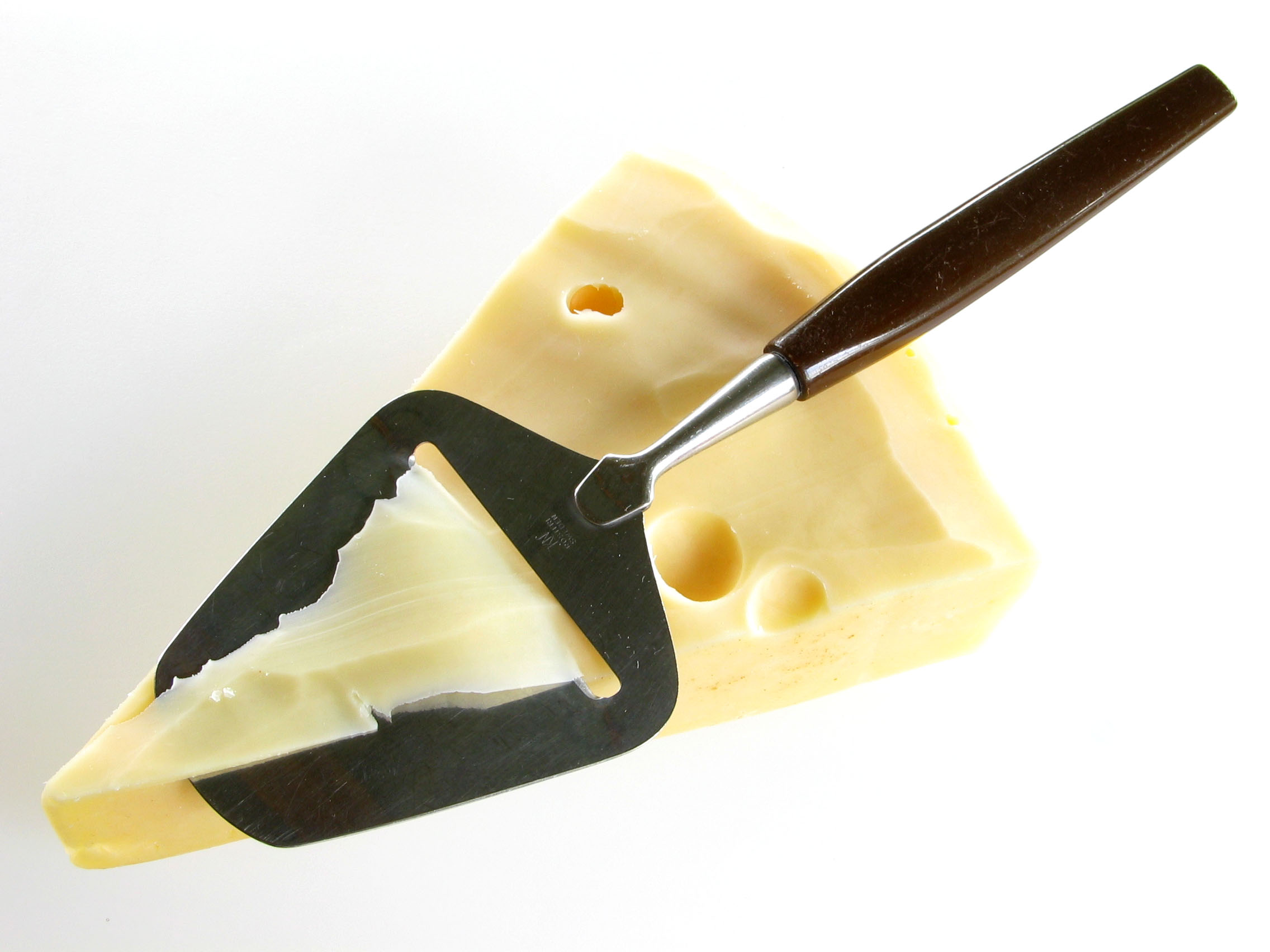
Pellette à fromage
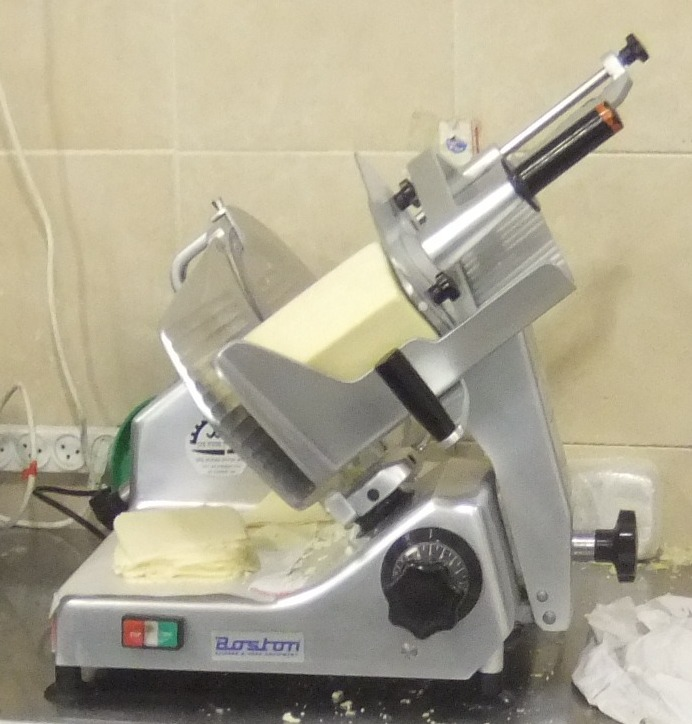
Trancheuse à fromage professionnelle

## Culture populaire

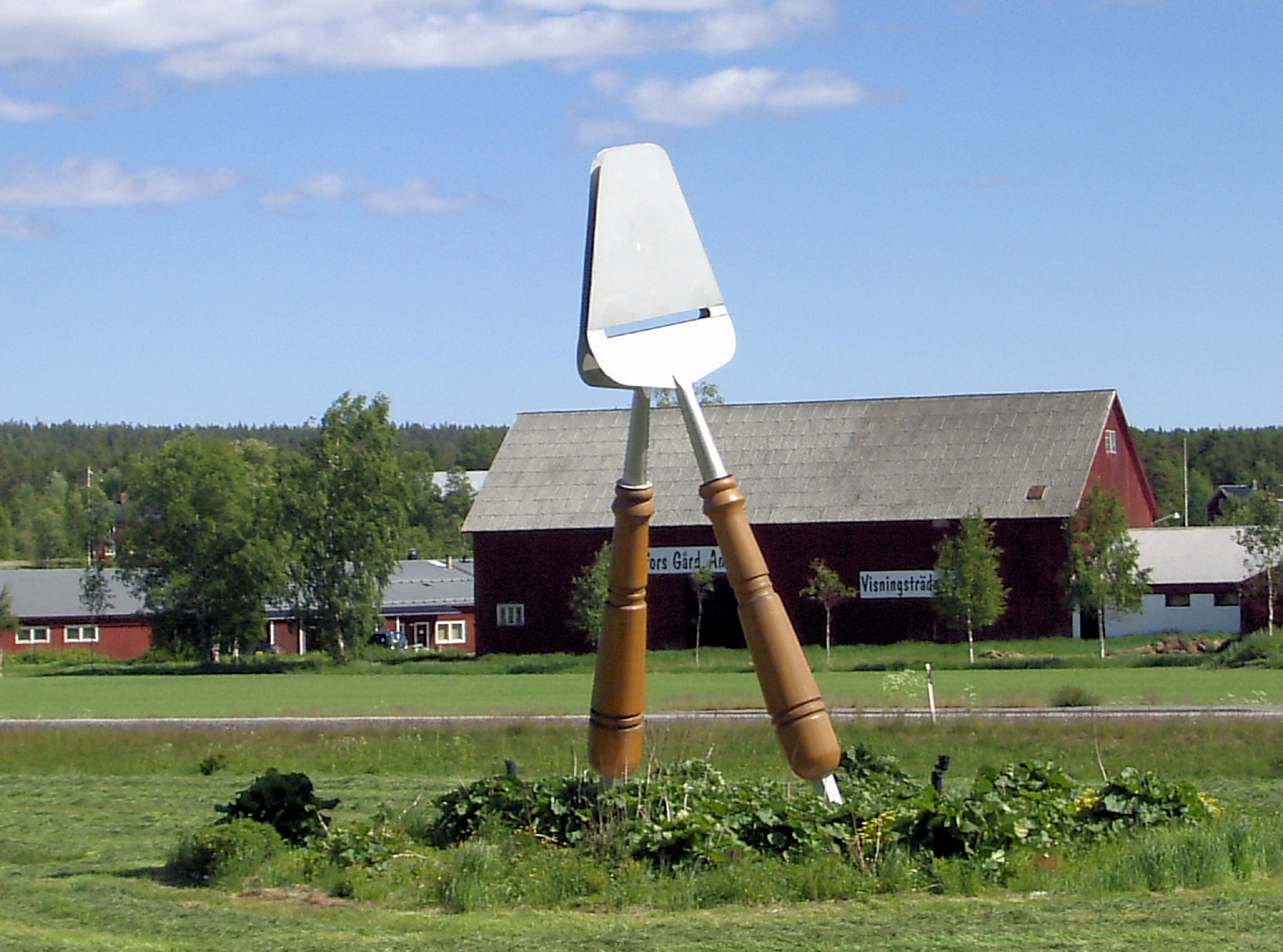
Tranche-fromage géants d'Ånäset.

A Ånäset, dans la commune suédoise de Robertsfors, se trouve ce qui est revendiqué comme les deux plus grands tranche-fromage du monde. 